# Gajin svet 2
Gajin svet 2 je slovenski mladinski romantično-komični film, ki je v slovenske kinodvorane prišel 1. septembra 2022. Gre za nadaljevanje filma Gajin svet iz leta 2018. Režiser je Peter Bratuša.

## Zasedba
| Igralec           | Vloga                | Opis                                                      |
| ----------------- | -------------------- | --------------------------------------------------------- |
| Uma Štader        | Gaja Ravnikar        | štirinajstletnica, ki živi v ločeni družini               |
| Enej Černe Berčič | Matic                | Gajin najboljši prijatelj                                 |
| Neža Smolinsky    | Tea Ravnikar         | Gajina starejša sestra                                    |
| Sebastian Cavazza | Peter Ravnikar       | Gajin in Tein oče, zdravnik gastroenterolog               |
| Ajda Smrekar      | Ema Duh              | Gajina učiteljica saksofona, Petrova nova partnerica      |
| Jurij Zrnec       | Alex                 | glavni zlobnež, pohlepen na denar                         |
| Bojan Emeršič     | Gianni               | lastnik plažnega Sardelca bara                            |
| Matej Zemljič     | Ivo                  | Giannijev nečak, natakar v Sardelca baru, Teina simpatija |
| Lotos Šparovec    | višji inšpektor Hace | inšpektor                                                 |
| Jana Zupančič     | Nina Ravnikar        | Gajina in Teina mama, Petrova bivša žena                  |
| Primož Pirnat     | Grega                | Petrov najboljši prijatelj, tudi zdravnik                 |
| Katarina Čas      | Vivian               | Alexova partnerica                                        |